# Ohlertidion
Genre
Ohlertidion est un genre d'araignées aranéomorphes de la famille des Theridiidae.

## Distribution
Les espèces de ce genre se rencontrent dans la zone Holarctique.

## Liste des espèces
Selon World Spider Catalog (version 16.0, 12/05/2015) :
- Ohlertidion lundbecki (Sørensen, 1898)
- Ohlertidion ohlerti (Thorell, 1870)
- Ohlertidion thaleri (Marusik, 1988)

## Publication originale
- Wunderlich, 2008 : On extant and fossil (Eocene) European comb-footed spiders (Araneae: Theridiidae), with notes on their subfamilies, and with descriptions of new taxa. Beiträge zur Araneologie, vol. 5, p. 140-469.